# Ausencia (álbum de Nadie)
Ausencia es el primer álbum de la banda hispano-chilena Nadie lanzado el 15 de marzo de 1987 por la compañía disquera EMI.

## Lista de canciones

### Edición original (1987)
| Ausencia |                            |                      |          |  |
| N.º      | Título                     | Escritor(es)         | Duración |  |
| 1.       | «Creo que te quiero»       | Chachi Arbulú        | 3:41     |  |
| 2.       | «La moda mata»             | Shia y Chachi Arbulú | 3:31     |  |
| 3.       | «Imaginación»              | Chachi Arbulú        | 4:22     |  |
| 4.       | «Estoy loca»               | Shia Arbulú          | 3:39     |  |
| 5.       | «Miénteme»                 | Shia y Chachi Arbulú | 3:11     |  |
| 6.       | «Ausencia»                 | Chachi y Shia Arbulú | 5:14     |  |
| 7.       | «Quiero ser modelo»        | Sol y Chachi Arbulú  | 3:03     |  |
| 8.       | «Me moriré en el invierno» | Chachi Arbulú        | 4:36     |  |
| 9.       | «No queda nada más»        | Shia y Chachi Arbulú | 4:22     |  |

### Reediciones de 1995 y 2006
| Ausencia |                                               |                               |          |  |
| N.º      | Título                                        | Escritor(es)                  | Duración |  |
| 1.       | «Creo que te quiero»                          | Chachi Arbulú                 | 3:41     |  |
| 2.       | «La moda mata»                                | Shia y Chachi Arbulú          | 3:31     |  |
| 3.       | «Imaginación»                                 | Chachi Arbulú                 | 4:22     |  |
| 4.       | «Estoy loca»                                  | Shia Arbulú                   | 3:39     |  |
| 5.       | «Miénteme»                                    | Shia y Chachi Arbulú          | 3:11     |  |
| 6.       | «No me arrepiento» (Sencillo lanzado en 1987) | Shia y Chachi Arbulú          | 4:46     |  |
| 7.       | «Bailando» (Sencillo lanzado en 1987)         | Nacho Canut y Carlos Berlanga | 4:28     |  |
| 8.       | «Ausencia»                                    | Chachi y Shia Arbulú          | 5:14     |  |
| 9.       | «Quiero ser modelo»                           | Sol y Chachi Arbulú           | 3:03     |  |
| 10.      | «Me moriré en el invierno»                    | Chachi Arbulú                 | 4:36     |  |
| 11.      | «No queda nada más»                           | Shia y Chachi Arbulú          | 4:22     |  |
| 38:04    |                                               |                               |          |  |

## Personal

### Nadie
- Lucía "Shia" Arbulú: Teclado y voz.
- Francisco "Chachi" Arbulú: Guitarra y voz.
- Marisol "Soli" Arbulú: Coros, voz y teclado.
- Armando "Pelao" Figueroa: Bajo.
- José Domingo "Chuma" Cañas: Batería.[2]

### Músicos adicionales
- Rodrigo Aboitiz: teclado.
- Mauricio Guerrero: teclado.
- Sebastián Piga: saxo.

### Producción
- Grabación: Alejandro Lyon y Antonio Gildemeister.
- Mezcla: Alejandro Lyon.
- Producción: Carlos Fonseca.
- Diseño gráfico: Diseñadores asociados.
- Fotografía: Verónica Espinoza.